# 今田慶之助
今田 慶之助（いまだ けいのすけ、1936年12月29日 - ）は、日本のプロゴルファー。

## 来歴
1957年にプロ入りし、1960年の報知プロ新人で内田繁・森岡比佐士を抑えて優勝。
1961年の中日クラウンズでは初日午後の第2ラウンドでコースレコードタイとなる66をマークし、オービル・ムーディ（ アメリカ合衆国）と並んでの6位タイに浮上。同年の報知プロ新人では勝俣功・海野憲二とのプレーオフの末、海野と共に勝俣の2位タイに入った。
1967年には西日本サーキット長崎シリーズで河野高明と並んでの8位タイ、下関シリーズでは松田司郎・杉原輝雄と並んでの4位タイに入った。
1970年の日本プロでは2日目にコースレコードの65を叩き出し、初日の36位から首位の関水利晃と2打差の2位に急浮上。

## 主な優勝
- 1960年 - 報知プロ新人